# Игнатий IV Касандрийски
Игнатий (на гръцки: Ιγνάτιος, Игнатиос) е гръцки духовник, митрополит на Вселенската патриаршия.

## Биография
Роден е в 1814 година. От 1850 до 1851 година е митрополит на Еноската епархия. В 1851 година е избран за архиепископ в Касандрия. На 28 май 1859 година заминава за Цариград поради влошено здраве. Преместен е за митрополит в Еласона в декември 1860 година. На 1 септември 1861 година посреща в епархията си бившия александрийски патриарх Калиник, който на 10 септември служи в католикона на манастира „Света Богородица Олимпийска“.
Умира от плеврит на 17 януари или през март 1867 година в Цариград.